# نادي الوعد
نادي الوعد السعودي هو أحد أندية الدرجة الثالثة بمنطقة الحدود الشمالية في محافظة طريف، تأسس عام 1396 هـ.

## تغيير اسم النادي
تأسس النادي تحت مسمى نادي الصمود وتغيير إسمه إلى نادي الوعد في عام 2017.